# 煮抜き
煮抜き(にぬき)あるいは煮貫(にぬき)とは、
- 固ゆでのゆで卵のこと。関西地方では「煮抜き卵」と呼ばれている。京都の老舗「瓢亭」では半熟卵であるなど、ある程度のバリエーションが見られる。
- 水を多くして炊いた米飯から取った粘りのある汁。あるいは「おねば」。
- 煮抜き豆腐 - 煮過ぎて鬆(す)が入った豆腐のこと。
- 煮抜き・煮貫 - 江戸時代に料理に使われた、味噌・酒・削り節を煮詰めた調味料。そば・うどんのつけ汁・かけ汁として用いる場合は大根おろしなどの薬味を加えることもある。